# Rete tranviaria di Udine
La rete tranviaria di Udine fu attivata con servizio a cavalli nel 1887; sostituita e ampliata a partire dal 1908 con un servizio di tram elettrici, la stessa rimase in esercizio fino al 1952.

## Storia
La storia del trasporto pubblico urbano nella città di Udine origina a metà dell'Ottocento, quando un privato richiese al consiglio comunale la concessione di un servizio con diligenze Brougham, termine che ai tempi era diffuso anche nella variante "Broom". Con delibera del 18 maggio 1866 il Consiglio comunale di Udine istituì in città tale servizio: 

### Il tram a cavalli

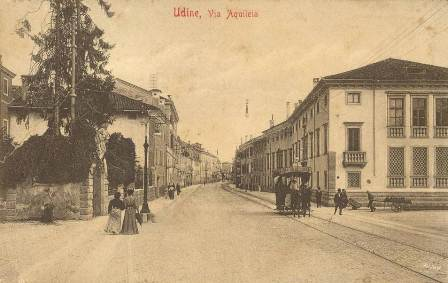
Via Aquileia con un tram a cavalli in transito (cartolina d'epoca)

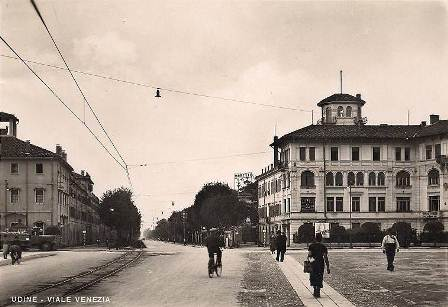
Viale Venezia, all'inizio del tratto fuori mura per Santa Caterina (cartolina d'epoca)

Tram elettrico a porta Aquileia

L'avvento del trasporto su rotaia data 20 anni più tardi: nel 1886 un'azienda di Vicenza denominata Società del Tramway prese in considerazione lo sviluppo di alcune linee tranviarie a cavalli a Udine, idea poi concretizzata dall'ingegnere udinese Giovanni Stampetta, che coinvolse il Comune e alcuni concittadini per il reperimento dei necessari capitali. La prima linea aperta all'esercizio fu la tratta Stazione - Piazza Vittorio Emanuele - Porta Venezia, inaugurata il 30 marzo 1887, con l'impiego di quattro vetture.
Nel 1889, quasi contestualmente all'avvio dei servizi con tram a vapore della Udine-San Daniele, la rete urbana raggiunse via Mercato Vecchio e porta Gemona.

### Le tranvie elettriche
Dal 1908 la storia del tram a Udine si lega a quella dell'imprenditore e inventore Arturo Malignani, che si era adoperato per costituire nel 1906 la Società Friulana di Elettricità (SFE) con capitale di 2.000.000 di lire, la quale, grazie alla diga di Crosis e ad alcune tecnologie messe a punto dallo stesso Malignani, consentì di alimentare le prime utenze cittadine e di dar vita ad un moderno sistema di trasporto pubblico.
Nel 1908 presero dunque il via le prime corse con i tram elettrici della SFE, che rilevarono il precedente servizio che dal 1887 era svolto con vetture ippotrainate, dopo lavori di trasformazione della rete da scartamento ordinario a scartamento metrico.
La nuova gestione diede impulso allo sviluppo della rete, che nel 1932 raggiunse l'abitato di Santa Caterina, in comune di Pasian di Prato, presso la chiesetta di Santa Caterina dove si svolgeva, a cavallo dei secoli XIV e XV, la fiera annuale che ancora oggi porta il suo nome, poi trasferita a Udine in piazza I Maggio
Per contro, dopo la prima guerra mondiale era stato dismesso l'itinerario che dalla stazione ferroviaria portava in piazza Libertà passando per piazza Garibaldi e via Cavour.
Nel 1931, in fondo a via Mercatovecchio, fu ricavata piazza Marconi con l'abbattimento delle case Peressini per permettere la posa di una curva tranviaria.
I bombardamenti americani del 3 agosto e 28 dicembre 1944 ed i successivi del 20 febbraio, 7 e 20 marzo 1945 condizionarono l'esercizio della tranvia, pur senza pregiudicare il servizio. Il secondo dopoguerra si caratterizzò peraltro per il lento declino della rete, bisognosa di interventi di manutenzione e ammodernamento in un clima generale poco favorevole al trasporto su ferro.
L'11 giugno 1946 in un grave scontro frontale fra due veicoli in località Molin Nuovo persero la vita 5 persone. A poco valse la messa in servizio nel 1948 di due elettromotrici acquistate usate dalla tranvia Ospedaletti-Sanremo-Taggia: i progetti di sviluppo della città non prevedevano più il servizio tranviario. Il 1º luglio 1951 fu soppresso il tratto piazza Libertà-piazza del Pollame della linea che portava a Santa Caterina e l'anno successivo fu il turno di quest'ultima e di quella che dalla stazione ferroviaria conduceva all'ospedale civile passando per piazza Libertà. L'ultima corsa tranviaria ad Udine avvenne 31 dicembre 1952.

## Caratteristiche tecniche
La rete udinese si avvaleva, come detto, di binari a scartamento metrico posati con rotaie di tipo Phoenix; la tensione di alimentazione delle vetture era a 600 V in corrente continua, prodotta dai medesimi impianti della Società Friulana di Elettricità, che ben presto diede origine per la gestione delle tranvie alla controllata Società Tramvie del Friuli.
Il deposito-officina principale della tranvia era ubicato a Udine in via Caccia 25, non distante dalla stazione tranviaria di Udine Porta Gemona, ed era comune con quello della rete urbana tranvia per Tricesimo e Tarcento; nella medesima area sorge oggi un autosilo.

## Rete interurbana
La tranvia Udine-Tarcento, costruita nel 1915 fino a Tricesimo e prolungata al capolinea di Tarcento nel 1927, rappresentò per molti anni il "tram bianco" che collegava in maniera celere per i tempi le località della valle del torrente Torre con Udine e con la ferrovia Pontebbana.
Tale linea, esercita dalla medesima società della rete urbana, possedeva le medesime caratteristiche tecniche di questa, condividendone altresì il deposito-officina di Udine.
Fra il 1889 e il 1955 a Udine furono presenti binari e impianti anche di un'altra tranvia, la Udine-San Daniele, promossa dall'ingegnere austriaco Karl Neufeldt, che condivideva con il medesimo scartamento. Ammessi a percorrere parte della tratta urbana, anche i treni con trazione a vapore per San Daniele, dal 1924 sostituiti da elettromotrici ad accumulatori, facevano capo alla stazione di Udine Porta Gemona.